# John Douglas, 21. Earl of Morton

Wappen des Earl of Morton

John Charles Sholto Douglas, 21. Earl of Morton (* 19. März 1927; † 5. März 2016) war ein schottischer Peer und Landbesitzer in Dalmahoy bei Edinburgh.

## Leben
Er war der Sohn von Charles William Sholto Douglas und Florence Timson sowie Enkel von Sholto Douglas, 19. Earl of Morton. Er ging auf die Bryanston School in Blandford bei Bryanston in Dorset und auf die Canford School in Canford Magna bei Wimborne Minster in Dorset. Er erbte 1976 beim Tod seines Cousins ersten Grades, Sholto Charles Douglas, 20. Earl of Morton, den Earlstitel. Mit dem erblichen Titel war bis 1999 auch ein Sitz im House of Lords verbunden. Im Hansard sind jedoch keine Redebeiträge von ihm verzeichnet.
Er war ein Immobilienberater, ein Partner der Dalmahoy Farms und  Vorsitzender des Edinburgh Polo Club und war ein Direktor der Bristol & West Building Society in Schottland. Im Jahr 1982 wurde er Deputy Lieutenant von West Lothian und diente von 1985 bis 2002 als Lord Lieutenant von West Lothian.

## Familie
Er heiratete 1949 Mary Sheila Gibbs, mit der er drei Kinder hat:
- Lady Mary Pamela Douglas (* 1950) ⚭ Richard Callander
- John Stewart Sholto Douglas, 22. Earl of Morton (* 1952) ⚭ Amanda Kirsten Mitchell
  - John David Sholto Douglas, Lord Aberdour (* 1986)
  - Katherine Florence Douglas (* 1989)
  - Jennifer Mary Douglas (* 1991)
- Hon. Charles James Sholto Douglas (* 1954) ⚭ Anne Morgan